# Mölltal
Het Mölltal is een ongeveer 75 km lang dal in het noordwesten van de Oostenrijkse deelstaat Karinthië. Het dal heeft zijn naam te danken aan de rivier de Möll die erdoorheen stroomt, deze mondt uit in Möllbrücke in de Drau.